# Emile Lacroix
Emile Lacroix (Gembloers, 19 maart 1920 - 14 maart 1993), soms ook als Robert vermeld, was een Belgisch politicus voor de PSB en provinciegouverneur. 

## Levensloop
Lacroix werd beroepshalve onderwijzer.
Op jonge leeftijd werd hij socialistisch militant en in 1935 werd hij lid van de Socialistische Jonge Wacht. Van 1944 tot 1945 vocht hij als vrijwilliger mee met de geallieerde legers die naar Duitsland trokken. Als militant van de Waalse Beweging was hij van 1956 tot 1961 secretaris van de federatie van de provincie Namen van de beweging Wallonie libre.
Voor de PSB en vervolgens de PS zetelde hij van 1958 tot 1971 voor het arrondissement Namen in de Kamer van volksvertegenwoordigers, waarna hij van 1971 tot 1980 in de Belgische Senaat zetelde: van 1971 tot 1977 en van 1978 tot 1980 als rechtstreeks gekozen senator voor de provincie Namen en van 1977 tot 1978 als provinciaal senator voor de provincie Namen. Van 1979 tot 1980 was hij eerste ondervoorzitter van de Senaat. Door het toen bestaande dubbelmandaat zetelde hij van 1971 tot 1980 in de Cultuurraad voor de Franse Cultuurgemeenschap, waar hij van juni tot november 1977 ondervoorzitter was. Van 1971 tot 1975 en van 1980 tot 1983 zetelde hij ook in de Waalse Economische Regionale Raad.
Lacroix was tevens van 1965 tot 1976 gemeenteraadslid en burgemeester van Falisolle, waarna hij van 1977 tot 1980 gemeenteraadslid en burgemeester was van Sambreville. Oorspronkelijk was het plan om de nieuwe gemeente Basse-Sambre te noemen, maar onder impuls van Lacroix kreeg de nieuwe gemeente de naam Sambreville. 
In 1980 verliet hij de actieve politiek om de overleden Pierre Falize op te volgen als provinciegouverneur van Namen. Begin oktober 1987 stopte hij met deze functie toen hij de leeftijdsgrens van 67 jaar bereikte.